# 齿叶扁核木
齿叶扁核木（学名：Prinsepia uniflora var. serrata）为蔷薇科扁核木属下的一个变种。

## 扩展阅读
- 維基物種上的相關：齿叶扁核木